# Kyoji Horiguchi
Kyoji Horiguchi (Takasaki, 12 ottobre 1990) è un lottatore di arti marziali miste giapponese attualmente sotto contratto con la Ultimate Fighting Championship, nella quale combatte nella divisione dei pesi mosca.
In passato è stato campione dei pesi gallo Shooto nel 2013.

## Biografia
Horiguchi cominciò a praticare karate all'eta di 5 anni, divenendo successivamente campione regionale del suo paese. All'età di 16 anni, vedendo un incontro di arti marziali miste della federazione giapponese Pride Fighting Championships rimase affascinato al tal punto da cominciare ad allenarsi in questa nuova disciplina nella palestra del team Krazy Bee.

## Carriera nelle arti marziali miste

### Primi anni
Horiguchi debuttò ufficialmente nel maggio del 2010 come peso gallo, vincendo per decisione contro Ranki Kawana. Con altre due vittorie consecutive riuscì a vincere il torneo Rookie 2010 della Shooto, battendo in quest'ultimo incontro Seiji Akao per KO Tecnico al secondo round.
La sua vittoria più importante fu quella contro il finalista del torneo Rookie del 2009 Yuta Nezu, riuscendo a metterlo KO al primo round.
A gennaio del 2012 si scontro con l'ex campione dei pesi gallo Shooto, Masakatsu Ueda. Ueda, avendo un'esperienza maggiore nel grappling rispetto a Horiguchi, dominò quasi l'intero incontro mandando anche a segno svariati tentativi di sottomissione. Alla fine Kyoji perse per decisione di maggioranza.
Horiguchi tornò a vincere nel marzo del 2013, sconfiggendo Hiromasa Ogibuko con una rear-naked choke al secondo round, divenendo il campione dei Pesi Gallo Shooto.
A giugno dovette difendere il proprio titolo contro il campione Pancrase dei pesi gallo, Shintaro Ishiwatari. Quest'ultimo arrivò con un punteggio favorevole all'ultimo round, ma proprio lì Horiguchi mandò a segno una serie di pugni al volto di Ishiwatari che costrinsero l'arbitro a fermare l'incontro per KO tecnico. Horiguchi difese così per la prima volta il suo titolo.

### Ultimate Fighting Championship
Horiguchi debuttò ufficialmente nella UFC contro Dustin Pague il 19 ottobre del 2013 all'evento UFC 166. Kyoji vinse il suo debutto per KO tecnico al secondo round.
Al suo secondo match doveva affrontare Chris Cariaso, per la categoria dei pesi mosca, il 1º febbraio del 2014. Tuttavia, Horiguchi subì un infortunio e venne rimpiazzato dal veterano della WEC Danny Martinez. Dopo essersi ripreso dall'infortuno riusci ad ottenere un'altra vittoria, il 10 maggio, contro Darrle Montague per decisione unanime.
Successivamente venne riorganizzato l'incontro con Chris Cariaso per il 20 settembre. Tuttavia, Cariaso venne rimosso dalla card per poter affrontare Demetrious Johnson per il titolo dei pesi mosca UFC. Kyoji, quindi, affrontò al suo posto Jon delos Reyes all'evento UFC Fight Night: Hunt vs. Nelson, vincendo per KO tecnico al primo round.
Nel gennaio 2015 sconfisse con merito Louis Gaudinot. Mentre ad aprile del 2015 affrontò Demetrious Johnson in un match valido per il titolo dei pesi mosca UFC; inizialmente l'incontro era previsto come co-main event della serata, ma a causa della cancellazione del match tra TJ Dillashaw e Renan Barão, venne spostato come main event. Horiguchi venne sconfitto in un incontro totalmente dominato da Johnson, che in più occasioni lo portò al tappeto; ad un secondo dalla fine del match Johnson riuscì ad applicare un armbar portandolo alla resa, inoltre fu determinato un nuovo record per la finalizzazione più lunga nella storia della UFC.
A settembre torna a combattere in Giappone dove affronta e sconfigge Chico Camus per decisione unanime. Mentre l'8 maggio del 2016 affrontò Neil Seery, vincendo l'incontro per decisione unanime sfruttando la sua velocità e le sue qualità da striker nettamente superiori al suo avversario.
Il 15 ottobre avrebbe dovuto affrontare Ali Bagautinov all'evento UFC Fight Night 97. Tuttavia, il 6 ottobre, la UFC decise di cancellare l'intero evento dopo l'infortunio da parte di B.J. Penn, uno dei protagonisti della card. Successivamente, l'incontro venne riorganizzato per il 19 novembre del 2016. Horiguchi vinse l'incontro per decisione unanime.

## Titoli e riconoscimenti
- Shooto
  - Shooto Bantamweight Champion
  - Featherweight 2010 Rookie of the Year
  - MVP 2010

### Risultati nelle arti marziali miste
| Risultato | Record | Avversario          | Metodo                           | Evento                                   | Data              | Round | Tempo | Luogo                     | Note                                        |
| --------- | ------ | ------------------- | -------------------------------- | ---------------------------------------- | ----------------- | ----- | ----- | ------------------------- | ------------------------------------------- |
| Vittoria  | 18-2   | Ali Bagautinov      | Decisione (unanime)              | UFC Fight Night: Mousasi vs. Hall 2      | 19 novembre 2016  | 3     | 5:00  | Belfast, Irlanda del Nord |                                             |
| Vittoria  | 17-2   | Neil Seery          | Decisione (unanime)              | UFC Fight Night: Overeem vs. Arlovski    | 8 maggio 2016     | 3     | 5:00  | Rotterdam, Paesi Bassi    |                                             |
| Vittoria  | 16-2   | Chico Camus         | Decisione (unanime)              | UFC Fight Night: Barnett vs. Nelson      | 27 settembre 2015 | 3     | 5:00  | Saitama, Giappone         |                                             |
| Sconfitta | 15-2   | Demetrious Johnson  | Sottomissione (armbar)           | UFC 186: Johnson vs. Horiguchi           | 25 aprile 2015    | 5     | 4:59  | Montréal, Canada          | Per il titolo dei Pesi Mosca UFC            |
| Vittoria  | 15-1   | Louis Gaudinot      | Decisione (unanime)              | UFC 182: Jones vs. Cormier               | 3 gennaio 2015    | 3     | 5:00  | Las Vegas, Stati Uniti    |                                             |
| Vittoria  | 14-1   | Jon delos Reyes     | KO Tecnico (pugni)               | UFC Fight Night: Hunt vs. Nelson         | 20 settembre 2014 | 1     | 3:48  | Saitama, Giappone         |                                             |
| Vittoria  | 13-1   | Darrell Montague    | Decisione (unanime)              | UFC Fight Night: Brown vs. Silva         | 10 maggio 2014    | 3     | 5:00  | Cincinnati, Stati Uniti   | Passa ai Pesi Mosca                         |
| Vittoria  | 12-1   | Dustin Pague        | KO Tecnico (pugni)               | UFC 166: Velasquez vs. Dos Santos 3      | 19 ottobre 2013   | 2     | 3:51  | Houston, Stati Uniti      | Debutto in UFC                              |
| Vittoria  | 11-1   | Shintaro Ishiwatari | KO Tecnico (pugni)               | VTJ 2nd                                  | 22 giugno 2013    | 5     | 0:41  | Tokyo, Giappone           | Difende il titolo dei Pesi Gallo Shooto     |
| Vittoria  | 10-1   | Hiromasa Ogikubo    | Sottomissione (rear-naked choke) | Shooto: 2nd Round 2013                   | 16 marzo 2013     | 2     | 1:35  | Tokyo, Giappone           | Vince il titolo dei Pesi Gallo Shooto       |
| Vittoria  | 9-1    | Ian Loveland        | Decisione (unanime)              | VTJ 2012                                 | 24 dicembre 2012  | 3     | 5:00  | Tokyo, Giappone           |                                             |
| Vittoria  | 8-1    | Manabu Inoue        | Decisione (unanime)              | Shooto: 8th Round                        | 16 luglio 2012    | 3     | 5:00  | Tokyo, Giappone           |                                             |
| Vittoria  | 7-1    | Tetsu Suzuki        | KO Tecnico (pugni)               | Shooto: 3rd Round                        | 10 marzo 2012     | 1     | 2:06  | Tokyo, Giappone           |                                             |
| Sconfitta | 6-1    | Masakatsu Ueda      | Decisione (maggioranza)          | Shooto: Survivor Tournament Final        | 8 gennaio 2012    | 3     | 5:00  | Tokyo, Giappone           |                                             |
| Vittoria  | 6-0    | Naohiro Mizuno      | KO (pugni)                       | Shooto: Shootor's Legacy 4               | 23 settembre 2011 | 2     | 3:26  | Tokyo, Giappone           |                                             |
| Vittoria  | 5-0    | Yuta Nezu           | KO (pugno)                       | Shooto: Shootor's Legacy 3               | 18 luglio 2011    | 1     | 3:17  | Tokyo, Giappone           |                                             |
| Vittoria  | 4-0    | Takahiro Hosoi      | KO Tecnico (pugni)               | Shooto: Shooto Tradition 2011            | 29 aprile 2011    | 1     | 1:06  | Tokyo, Giappone           |                                             |
| Vittoria  | 3-0    | Seiji Akao          | KO Tecnico (pugni)               | Shooto: The Rookie Tournament 2010 Final | 18 dicembre 2010  | 2     | 0:43  | Tokyo, Giappone           | Vince il torneo Shooto Rookie 2010          |
| Vittoria  | 2-0    | Keita Ishibashi     | KO Tecnico (stop medico)         | Shooto: Gig Tokyo 5                      | 7 agosto 2010     | 1     | 2:23  | Tokyo, Giappone           | Torneo Shooto Rookie 2010, Semifinale       |
| Vittoria  | 1-0    | Ranki Kawana        | Decisione (unanime)              | Shooto: Kitazawa Shooto Vol. 3           | 9 maggio 2010     | 2     | 5:00  | Tokyo, Giappone           | Torneo Shooto Rookie 2010, Quarti di finale |